# Южно-Сибирские горы

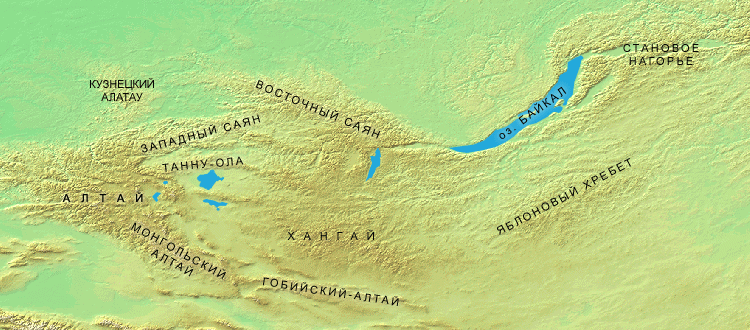
Алтайско-Саянская горная страна — западная и центральная часть Южно-Сибирских гор

Южно-Сибирские горы — одна из наиболее крупных горных систем бывшего Советского Союза (или же нынешнего Постсоветского пространства): её площадь составляет более 1,5 млн км². Южно-Сибирские горы расположены в Сибирском и Дальневосточном федеральных округах Российской Федерации.

## География
Бо́льшая часть территории располагается в глубине материка Евразия на значительном расстоянии от океанов. С запада на восток горы Южной Сибири протягиваются почти на 4500 км — от равнин Западной Сибири до хребтов побережья морей Тихого океана. Они образуют водораздел между великими сибирскими реками, стекающими к Северному Ледовитому океану, и реками, отдающими свои воды бессточной области Центральной Азии, а на крайнем востоке — Амуру. Российская наука в качестве южной границы горной страны определяет южную границу России. Западной границей является — Западно-Сибирская равнина, северной — Среднесибирское плоскогорье. Восточная же граница проходит от слияния Шилки и Аргуни на север, к Становому хребту, и далее, к верховьям Зеи и Маи.

## Горные системы и хребты
В состав гор Южной Сибири обычно включают (с запада на восток):
- Алтай (его Российскую часть)
- Салаирский кряж
- Кузнецкий Алатау
- Саяны (Западный и Восточный)
- Танну-Ола
- Байкальский хребет
- Хамар-Дабан
- Улан-Бургасы
- Баргузинский хребет
- Яблоновый хребет
- Витимское плоскогорье
- Становое нагорье
- Патомское нагорье
- Алданское нагорье
- Становой хребет
- Приморский хребет

Входящие в состав гор Южной Сибири хребты и нагорья объединяются в Алтайско-Саянскую и Байкальную горные страны. Границы между горными странами проходит в зоне Байкальского рифта по Тункинскому грабену.

## Геологическое строение
Горы Южной Сибири — это возрождённые горы. Территория отличается высокой сейсмичностью. Процессы горообразования проявились на территории страны неодновременно.

## Рельеф
Рельеф Южной Сибири делится на:
- Альпийский высокогорный рельеф.
- Среднегорный рельеф.
- Низкогорный рельеф.
- Древние поверхности выравнивания.
- Межгорные котловины.

## Внутренние воды
- Реки: Енисей, Ангара, Аргунь, Бия, Катунь, Обь, Селенга, Шилка, Томь, Иртыш, Лена
- Озёра: Байкал, Телецкое, Маркаколь, Тоджа, Улугколь
- Водохранилища: Братское, Красноярское, Саяно-Шушенское